# Luis Astolfi
Luis Astolfi Pérez de Guzmán  (nacido el 18 de abril de 1959 en Sevilla, Andalucía) es un jinete español que disputó 4 juegos olímpicos, obteniendo como resultados más destacados un cuarto puesto en Barcelona 1992 y un séptimo puesto en Los Ángeles 1984, ambas en la prueba de Saltos por equipos.

## Participaciones en Juegos Olímpicos
- Los Ángeles 1984, 10 en individual y séptimo en equipos.
- Seúl 1988, 43 en individual.
- Barcelona 1992, cuarto en equipos y 19 en individual.
- Sídney 2000, 64 en individual y 14 en equipos.